# X-Plane
X-Plane är en flygsimulator producerad av Laminar Research, ett mjukvaruföretag baserat i Columbia, South Carolina, USA. Det finns för Microsoft Windows, Mac OS X och Linux. Mobila versioner finns för Android och iOS och WebOS.
X-Plane innehåller flygplan av flera slag, både små, kommersiella, militära och andra typer. Sceneriet täcker praktiskt taget hela världen.

## Flygmodell
I X-Plane modelleras flygplanet av bladelement (engelska en:Blade element theory), till skillnad från många andra flygsimulatorer som använder tabeller för att slå upp aerodynamiska data för modellen i fråga. Modellen delas upp i olika delar (blad) och krafterna från varje del beräknas för sig och summeras sedan. 

## Utbyggbarhet
X-Plane är byggt så att enkelt kunna byggas ut, både nya flygplan, nya flygplatser och annat sceneri.